# Fowlerton (Indiana)
Fowlerton és una població dels Estats Units a l'estat d'Indiana. Segons el cens del 2006 tenia 293 habitants.

## Demografia
Segons el cens del 2000, Fowlerton tenia 298 habitants, 113 habitatges, i 82 famílies. La densitat de població era de 605,6 habitants/km².
Dels 113 habitatges en un 31% hi vivien nens de menys de 18 anys, en un 58,4% hi vivien parelles casades, en un 9,7% dones solteres, i en un 27,4% no eren unitats familiars. En el 20,4% dels habitatges hi vivien persones soles l'11,5% de les quals corresponia a persones de 65 anys o més que vivien soles. El nombre mitjà de persones vivint en cada habitatge era de 2,64 i el nombre mitjà de persones que vivien en cada família era de 3,07.
Per edats la població es repartia de la següent manera: un 25,5% tenia menys de 18 anys, un 7,4% entre 18 i 24, un 29,5% entre 25 i 44, un 25,8% de 45 a 60 i un 11,7% 65 anys o més.
L'edat mediana era de 37 anys. Per cada 100 dones de 18 o més anys hi havia 100 homes.
La renda mediana per habitatge era de 28.750$ i la renda mediana per família de 31.250$. Els homes tenien una renda mediana de 27.750$ mentre que les dones 17.500$. La renda per capita de la població era de 12.615$. Entorn del 12,5% de les famílies i el 18,6% de la població estaven per davall del llindar de pobresa.

## Poblacions més properes
El següent diagrama mostra les poblacions més properes.